# House-Sitting Songs
House-Sitting Songs es un álbum de demos publicado por el artista británico Lightspeed Champion en internet mediante su cuenta de MySpace (antes de ser eliminado apresuradamente). Fue escrito y grabado en una semana mientras cuidaba la casa de un amigo.
El álbum incluye un dueto con Charlotte Froom de The Like en un cover de una canción de Patience and Prudence, así como otro cover de una canción de The Organ.

## Lista de canciones
| N.º | Título                                                                           | Duración |  |
| 1.  | «Tonight You Belong To Me» (Cover de Patience and Prudence, con Charlotte Froom) | 1:11     |  |
| 2.  | «Saleri's Deposit»                                                               | 2:13     |  |
| 3.  | «Baby Baby Nooooo»                                                               | 2:56     |  |
| 4.  | «Keep Me In The Cold»                                                            | 2:22     |  |
| 5.  | «Never In A Million Years»                                                       | 2:02     |  |
| 6.  | «You Didn't See A Thing»                                                         | 1:48     |  |
| 7.  | «Fire In The Ocean» (Cover de The Organ)                                         | 1:54     |  |
| 8.  | «I Can't Wait Anymore»                                                           | 2:26     |  |
| 9.  | «Is This Really Me?»                                                             | 3:22     |  |
| 10. | «The Ainslie In Us All»                                                          | 2:08     |  |
| 11. | «Repetititititit»                                                                | 5:07     |  |